# Просто задаю вопросы

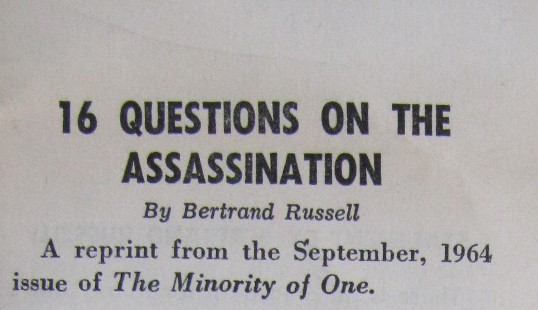
Эссе Бертрана Рассела 1964 года «16 вопросов об убийстве», в котором пропагандировались Теории заговора об убийстве Джона Кеннеди

«Просто задаю вопросы», (англ. Just Asking Questions, JAQ; иронично JAQing off) — псевдоскептическая тактика, часто используемая, в частности, сторонниками теории заговора для представления продвигаемых ими утверждений, оформленных как вопросы. В случае критики автор такого утверждения может заявить, что он просто задавал вопросы, которые могут нарушить общепринятый консенсус. Название тактики происходит от характерного приёма: «Я не говорю, что это обязательно заговор; я просто задаю вопросы».
В «Путеводителе скептиков по Вселенной» Стивен Новелла указывает на отличия JAQ от научного скептицизма. По его словам, когда настоящие учёные задают вопрос, они хотят получить ответ и должным образом рассмотрят любые полученные возможности; отрицатели же будут задавать одни и те же «подрывные» вопросы снова и снова, после того, как на них был дан окончательный ответ. Их целью является бросить тень сомнения, а не процесс открытия, на который вопросы призваны вдохновлять.
Раннее использование тактики можно найти в эссе Бертрана Рассела «16 вопросов об убийстве», в котором он намекал, что американский президент Джон Ф. Кеннеди был убит не Ли Харви Освальдом, а кем-то другим. JAQ как тактика для оправдания заявлений в сфере псевдоархеологии была популяризирована швейцарским автором Эрихом фон Дэникеном и американским телешоу «Древние пришельцы». Эта тактика стала ещё более распространённой с развитием Интернета.